# 須貝彦三
須貝 彦三（すがい ひこぞう、1941年2月10日 - ）は、京都府出身（兵庫県生まれ）の元騎手・調教師。
息子は元騎手・現調教師の須貝尚介、弟は元騎手・元評論家の須貝四郎である。

## 来歴
1956年に騎手見習いとなり、1959年3月に阪神・橋田俊三厩舎からデビュー。初騎乗は同7日の阪神第6競走5歳以上40万下・チエスタア（8頭中3着）で、初勝利は4月26日の京都第4競走4歳以上10万下・タマチエリであった。同日の第7競走4歳未勝利では5頭中5番人気のタマイチを勝利に導き、1年目はこの2勝に終わった。
2年目の1960年からは障害での騎乗を始め、平地3勝・障害3勝の合計6勝をマークし、11月23日の京都大障害（秋）・シラガネで重賞初騎乗を果たす（6頭中5着）。
3年目の1961年は22勝と初の2桁勝利を挙げ、1962年には桜花賞・クインハクビでGI級レース・八大競走初騎乗を果たす。同年の阪神大賞典ではモトイチに騎乗し、リユウフオーレル・シーザーを抑えて重賞初制覇を挙げる。人馬共に初めての重賞制覇となり、1963年には同馬で京都記念（春）も制す。
1964年からは平地の騎乗に専念し、9月23日の京都第9競走桃山特別・シュアーホースで通算100勝を達成。1966年の京都4歳特別・ブルターニユで重賞3勝目を挙げる。
1967年には自己最多の51勝で自己最高の全国5位にランクインし、小倉記念ではタフネスで田島良保・クリバツクの重賞3連勝を阻止したほか、皐月賞馬ダイコーターや桜花賞馬ワカクモを抑えて重賞4勝目をマーク。
1967年10月15日の京都第12競走4歳以上70万下・ガーターで200勝を達成し、1971年11月20日には南アフリカ・スコッツビルで行われた国際騎手招待競走（芝1600m）に出場して11頭中7着となる 。
1973年3月24日の阪神第5競走4歳200万下・アイテイエタンで300勝を達成し、同年は弟の四郎が主戦騎手であったタイテエムの騎乗を任され、マイラーズカップで6年ぶりの重賞制覇、天皇賞（春）で自身唯一のGI級レース・八大競走制覇。同年5月12日の京都第10競走5歳以上600万下・キヨタイコウが最後の勝利となり、1974年に現役を引退。最後の騎乗は同年2月17日の中京第8競走関ヶ原特別・タイキ（7頭中4着）であった。
引退後の1976年3月に厩舎を開業し、初出走は同14日の阪神第9競走淡路特別・カレントビクトリーで、弟・四郎が騎乗して8頭中5着であった。初勝利は4月20日の京都第6競走淀障害ステークス・ファンドリナイロで、述べ10頭目であった。
1977年には初勝利を挙げたファンドリナイロが京都大障害（春）を制し、開業2年目での重賞初制覇を達成。1978年には中山大障害（春）も制し、グランドマーチス・テンポイントに次ぐ3頭目の3億円馬となった。
1979年には自己最多の49勝（平地46勝, 障害3勝）を挙げ、調教師リーディングでも自己最高の全国2位にランクイン。1980年12月7日の中京第9競走4歳以上400万下・トウカイジョージで通算100勝を達成し、1982年には愛知からカズシゲとヒカリデユールが移籍。カズシゲではマイラーズカップでサクラシンゲキの追撃をクビ差抑えると同時にオペックホース・ケイキロク・ハッピープログレスを封じて重賞初制覇、高松宮杯ではサンエイソロン・カツアール、函館記念ではブロケード・メジロティターン・リーゼングロス・キヨヒダカを破る。ヒカリデユールでは移籍初戦の朝日チャレンジカップで直線だけで10頭をゴボウ抜きする豪脚を見せて勝利し、重で良馬場並みの勝ち時計2分0秒5を記録。天皇賞（秋）では終始外を回って後方から追い込み、スローペースで早めに抜け出してレコード勝ちしたメジロティターンに1馬身半差の2着と好走。2頭を第2回ジャパンカップに日本代表として出走させるが、同年のジャパンカップはジョンヘンリー・ハーフアイスト（ アメリカ合衆国）、オールアロング・エイプリルラン（ フランス）、スタネーラ（ アイルランド）、アイルオブマン（ ニュージーランド）、フロストキング（ カナダ）といった世界の強豪が来日。前年の第1回を遥かに凌ぐ顔触れであったが、カズシゲはスローペースで逃げに持ち込み3コーナーまで引っ張った。ジョンヘンリーがここで仕掛けて2番手に進出しペースが一気に速くなるも、4コーナーまでカズシゲが先頭のままで、馬群は一団となったまま直線となる。ヒカリデユールはゴール前100mまで差の無い3番手にいたが、一旦遅れたスタネーラに交わされる。エイプリルランの伸び脚が止まったところで一気にハーフアイストがオールアロングをクビだけ差し切り優勝するが、ヒカリデユールは日本勢最先着でハーフアイストから0秒3差の5着と健闘し、逃げを打ったカズシゲも6着と頑張った。2年連続で地方出身馬が日本馬最先着となり、「世界との差は縮まった」「いや、スローで時計も遅い。小差に見えて決定的な違い」と議論を呼んだが、ヒカルデユールの差し脚が世界的な強豪を相手に見せ場を作ったのは確かであった。ヒカリデユールは有馬記念でアンバーシャダイ・メジロティターンに続く3番人気に支持され、レースではスタート直後に他馬に挟まれる不利もあって後方2番手からの競馬となる。最後の直線に入った時点でもほぼ最後方の位置におり、手綱を取った河内洋自身も「これは駄目だ」と感じていたが、ヒカリデユールはそこから一気の追い込みを始め、短い直線で抜け出したアンバーシャダイをゴール直前でアタマ差交わして優勝。GI級レース・八大競走初勝利を挙げるが、この年の活躍が評価され、1982年の優駿賞年度代表馬では記者投票で121票を集め、次点のモンテプリンス（17票）を圧倒して選出される。地方出身馬の年度代表馬はオンスロート以来20年ぶり、サラ系出身馬としては史上初であった。
1985年に息子の尚介が騎手デビューし、尚介との親子コンビでは重賞を3勝している。1986年は皐月賞にエイシンフェアリーを柴田政人騎乗で出走させ、当日は21頭中19番人気であったが、東西3歳王者のダイシンフブキ・カツラギハイデン、後のダービー馬ダイナガリバー、後のGI3勝馬ニッポーテイオーに先着の4着と大健闘。1986年10月5日の福島第3競走4歳未勝利・ライラックゴールドで200勝、1992年7月26日の小倉第8競走4歳以上500万下・ハギノピリカで300勝を達成。1993年には4月の香港国際ボウルにホクセイシプレー（14頭中14着）を出走させ、香港国際競走における日本調教馬として初出走を記録  。遠征に不慣れな日本勢は当初、なかなか結果を出すことが出来なかったが、逆にこの頃の香港遠征でアウェイにおける戦い方のノウハウを蓄積したことが、1990年代終盤にヨーロッパで日本馬がGI制覇を果たす礎になったと言われている。
1999年には萩本欽一と前川清の共同所有馬アンブラスモアが活躍し、小倉記念をレコードで逃げ切り、毎日王冠でもグラスワンダー・メイショウオウドウに次ぐと同時にスティンガー・キングヘイロー・メジロドーベルを抑えて3着に逃げ粘る。スペシャルウィークが勝った天皇賞（秋）・ジャパンカップでも逃げて見せ場を作った。
2001年には6月16日の函館第3競走3歳未勝利・プレシャスデライトで400勝を達成し、北島三郎所有のキタサンヒボタンが4連勝でファンタジーステークスを制した。サンケイスポーツがあるスクープを報じた際に北島との談笑シーンの撮影をセッティングしたこともあった。
2008年のキーンランドカップ・タニノマティーニが最後の重賞勝利となったが、当日はメンバー中最年長の8歳、16頭中16番人気で単勝161.4倍という最低評価を覆し、勝ちタイム1分7秒9はコースレコードであった。レースは3連勝中2番人気ビービーガルダンの逃げを5連勝中3番人気マヤノツルギが追い、中団追走の1番人気キンシャサノキセキも4コーナーで内を突いて先頭を射程圏内に捉える展開となり、人気3頭の追い比べかと思われた瞬間、タニノマティーニは好位から力強く脚を伸ばした。タニノマティーニは全8勝のうち5勝を1200mで挙げ、北海道での勝ち星も同じく5勝と、夏場の北海道のスプリントレースに滅法強かった。その相性の良さが素直に出て、内から迫るキンシャサノキセキを突き放し、逃げ粘るビービーガルダンも交わし去っての先頭ゴールを果たした。
定年を翌年に控えた2010年3月27日の中京第5競走3歳未勝利・コアレススキャンで500勝を達成し、9月4日の小倉第3競走障害3歳以上未勝利・カシノヨウスケが最後の勝利となった。2011年2月28日に引退。調教師生活最後の日は前日の同27日で、小倉に管理馬を3頭出走させた。第10競走呼子特別・リバートップガンが最後の出走となり、芹沢純一が騎乗して15頭中15着であった。
引退後は調理師免許を取得し、北海道函館市に移住して、乃木町の住宅街の中で「ふるさと食菜工房水仙」 を経営。店内のショーケースには料理がずらりと並び、競馬の写真や蹄鉄がセンス良く飾られていたが、現在は閉店した模様である。経営の傍ら、2015年には地元のコミュニティ放送局FMいるかの番組にゲスト出演。体調を崩して入退院を繰り返した時期もあったが、後に回復し、夏競馬開催中に函館を訪れた競馬関係者と旧交を温めたこともあった。

## 騎手通算成績
| 通算成績 | 1着 | 2着 | 3着 | 騎乗数 | 勝率 | 連対率 |
| -------- | --- | --- | --- | ------ | ---- | ------ |
| 平地     | 293 | 322 | 270 | 2707   | .108 | .227   |
| 障害     | 11  | 22  | 16  | 77     | .143 | .429   |
| 計       | 304 | 344 | 286 | 2784   | .109 | .233   |

|            | 日付           | 競馬場・開催  | 競走名           | 馬名         | 頭数 | 人気 | 着順 |
| ---------- | -------------- | ------------- | ---------------- | ------------ | ---- | ---- | ---- |
| 初騎乗     | 1959年3月7日   | 1回阪神1日6R  | 5歳以上40万下    | チエスタア   | 8頭  | 6    | 3着  |
| 初勝利     | 1959年4月26日  | 2回京都7日4R  | 4歳以上10万下    | タマチエリ   | 8頭  | 5    | 1着  |
| 重賞初騎乗 | 1960年11月23日 | 5回京都6日8R  | 京都大障害（秋） | シラガネ     | 6頭  | 6    | 5着  |
| 重賞初勝利 | 1962年12月16日 | 5回阪神6日10R | 阪神大賞典       | モトイチ     | 10頭 | 3    | 1着  |
| GI級初騎乗 | 1962年4月1日   | 1回阪神7日9R  | 桜花賞           | クインハクビ | 27頭 | 25   | 16着 |
| GI級初勝利 | 1973年4月29日  | 3回京都4日9R  | 天皇賞（春）     | タイテエム   | 15頭 | 1    | 1着  |

### 主な騎乗馬
※太字は旧八大競走を含むGI級レース。
- モトイチ（1962年阪神大賞典、1963年京都記念（春））
- ブルターニユ（1966年京都4歳特別）
- タフネス（1967年小倉記念）
- タイテエム（1973年マイラーズカップ・天皇賞（春））

その他
- ベロナ

## 調教師通算成績
| 通算成績 | 1着 | 2着 | 3着 | 出走数 | 勝率 | 連対率 |
| -------- | --- | --- | --- | ------ | ---- | ------ |
| 平地     | 464 | 439 | 462 | 6746   | .069 | .134   |
| 障害     | 42  | 48  | 48  | 433    | .097 | .208   |
| 計       | 506 | 487 | 510 | 7179   | .070 | .138   |

|            | 日付           | 競馬場・開催 | 競走名                   | 馬名               | 頭数 | 人気 | 着順 |
| ---------- | -------------- | ------------ | ------------------------ | ------------------ | ---- | ---- | ---- |
| 初出走     | 1976年3月14日  | 1回阪神6日9R | 淡路特別                 | カレントビクトリー | 8    | 4    | 5着  |
| 初勝利     | 1976年6月5日   | 4回京都5日6R | 淀障害ステークス         | ファンドリナイロ   | 12頭 | 11   | 1着  |
| 重賞初出走 | 1976年9月12日  | 3回阪神2日7R | 阪神障害ステークス（秋） | ファンドリナイロ   | 11頭 | 2    | 4着  |
| 重賞初勝利 | 1977年5月8日   | 3回京都6日8R | 京都大障害（春）         | ファンドリナイロ   | 6頭  | 1    | 1着  |
| GI級初出走 | 1978年4月9日   | 2回阪神6日9R | 桜花賞                   | エイシンキャンディ | 21頭 | 18   | 18着 |
| GI級初勝利 | 1982年12月26日 | 5回中山8日9R | 有馬記念                 | ヒカリデユール     | 15頭 | 3    | 1着  |

### 主な管理馬
太字は旧八大競走を含むGI級レース。
- ファンドリナイロ（1977年京都大障害 (春・秋)、阪神障害ステークス (秋)、1978年阪神障害ステークス (春)、中山大障害 (春)、京都大障害 (春)）
- エイシンタロー（1979年京都4歳特別）
- カズシゲ（1982年マイラーズカップ, 函館記念, 高松宮杯）
- ヒカリデユール（1982年朝日チャレンジカップ, 有馬記念、1983年サンケイ大阪杯）
- エイシンフェアリー（1989年東京障害特別 (春)）
- ホクセイシプレー（1992年阪急杯）
- アンブラスモア（1999年小倉記念）
- キタサンヒボタン（2001年ファンタジーステークス）
- カシノコールミー（2004年霧島賞）
- タニノマティーニ（2008年キーンランドカップ）

## 厩舎関連人物
- 須貝尚介（元所属騎手、1985年3月1日 - 2008年2月29日[19]、開業前に技術調教師として在籍）
- 西原玲奈（元所属騎手、2000年3月1日 - 2007年8月20日）
- 宇田登志夫（調教助手、2008年5月1日 - 2011年2月28日）
- 芹沢純一（所属騎手、2009年10月1日 - 11月21日）
- 上野清章（調教助手）